# 福岡みなみ
福岡 みなみ（ふくおか みなみ、1995年 (平成7年) 5月1日 - ）は、日本の女性タレント、モデル、実業家である。
広島県出身。個人事務所「株式会社elu」所属。2024年2月に自身の経験をもとにライバー事務所「like me」（ライクミー）を設立している。

## 経歴
東京理科大学を卒業。
2019年7月、株式会社コンテンツ3に所属、
同年9月26日発売の『週刊ヤングジャンプ』43号（集英社）にて、自身初の水着グラビアを飾る。
2020年3月、「Pococha」でのライブ配信を開始し、デビューから3ヵ月で登録者数で約3万人、ライブ配信応援数（ライバーポイント）で同アプリ史上最高記録となる7,700万ポイントを獲得し、2020年5月期の月間1位となった。月間最高ポイントは1億4000万ポイント。
2022年4月27日、上記のライブ配信活動での成功エピソードを基にした自著『ライブ配信で1億円稼いだ話』（幻冬舎）を発売。
2022年7月12日発売の『FLASH』（光文社）にて、1年ぶりにグラビアを披露。
2022年8月5日、開設済みの自身のYouTubeチャンネルの投稿を本格的に開始。
2023年8月1日、Viivo（株式会社ヴィーボ）に所属。
2024年3月、Viivoを退所し、フリーランスとなる。
2024年2月、ライバー事務所「like me」を設立(所属人数1000名以上)。
2025年5月1日、誕生日を迎えた同日付で、個人事務所「elu」を設立。

## 人物
整形していることを公表しており、施術個所と施術医院をまとめた「ナチュラル整形レシピ」をSNSで公開している。

## 出演

### テレビドラマ
- ケイジとケンジ〜所轄と地検の24時〜（2020年1月 - 3月、テレビ朝日） - 麻生孝美 役
- 真夏の少年〜19452020（2020年7月31日 - 9月18日、テレビ朝日） - 佐山尚子 役[16]
- 大豆田とわ子と三人の元夫（2021年4月 - 、関西テレビ） - 吉倉優奈 役[17]
- オリバーな犬、 (Gosh!!) このヤロウ（2021年9月17日、NHK総合テレビ）- オリバーをかわいがる女性 役

### バラエティ番組
- 呼び出し先生タナカ（2022年5月15日 - 、フジテレビ） - 生徒  ※不定期出演[18]

### WEB配信
- 本屋さんアプリ〜本屋へGO〜（2020年7月、集英社）
- B.L.T.web「朝恋days」（2021年1月11日 - 15日、東京ニュース通信社）[19]
- あざとくて何が悪いの？ YouTube限定オリジナルダンス!!〜福岡みなみ編〜（2021年5月15日、テレビ朝日）[20]

### ファッションショー
- CREATEs presents TGC KITAKYUSHU 2023 by TOKYO GIRLS COLLECTION（2023年10月7日、西日本総合展示場新館）[21]

### CM
- CARTA HOLDINGS「テレシー（TELECY）」
  - 「テレビCMはじめてみませんか？」篇 （2020年12月7日 - 2020年12月27日） - タクシーCM[22]
  - 「テレビCMはじめてみませんか？」篇 （2021年1月15日 - 2021年2月13日） - テレビCM[23]
  - 「テレシージャック」篇（2021年10月13日 - ）[24]
  - 「テレビCMはテレシーにまるッとお任せ！」篇（2022年1月3日 - ）[25]
  - 「テレシー」アドトラック（2021年10月25日 - ）[26]
  - 「テレシー運用型テレビCM」篇・「テレシーNo.1」篇・「テレシー全力サポート」篇・「テレシー総合プランニング」篇（2025年5月12日 - ）[27]

### イベント

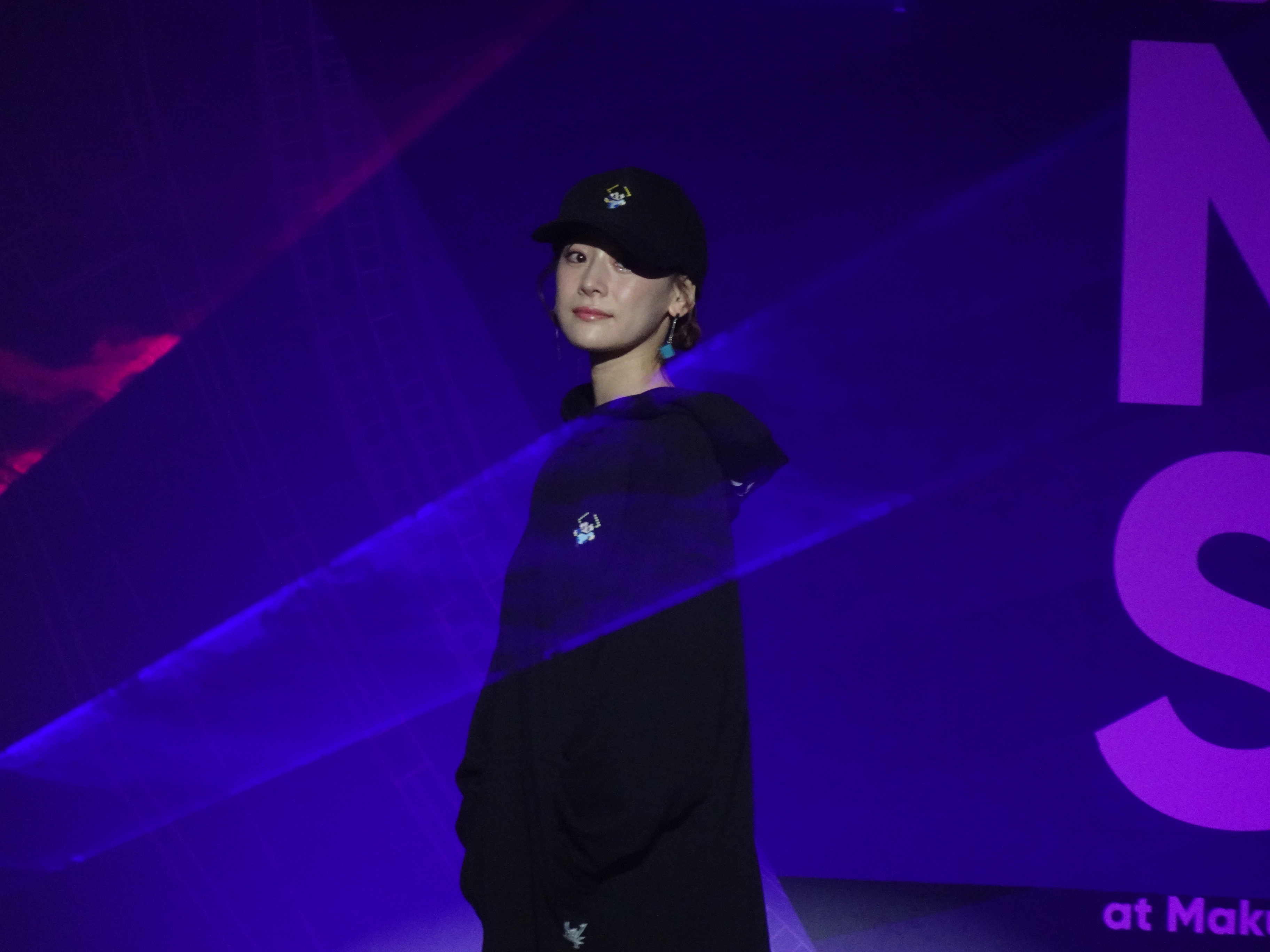
『TGS2023×AZUL BY MOUSSY Fashion Show』での福岡みなみ（2023年9月23日撮影）

- TGS2023×AZUL BY MOUSSY Fashion Show（東京ゲームショウ2023、2023年9月22日・9月23日、幕張メッセ イベントホール） - モデル[28][29][30]

## 作品

### 書籍
- リケジョ福岡みなみの親子プログラミング教室（2020年9月1日発売、日東書院本社）[31]
- ライブ配信で1億円稼いだ話（2022年4月27日発売、幻冬舎）[32]